# Нобелова Скупштина на Институту Каролинска
Нобелова Скупштина на Институту Каролинска (швед. Nobelförsamlingen vid Karolinska Institutet) је тело на Институту Каролинска које додељује Нобелову награду за физиологију или медицину. 
Нобелова Скупштина на Институту Каролинска се организује на Нобеловом форуму који се налази на територији кампуса Каролинска института. Првобитно Нобелова скупштина није била формално тело, већ колектив свих професора (носилаца катедри, односно редовних професора) Каролинског института. Нобелова скупштина је постала посебна приватна организација чији је домаћин био Каролинска институт 1977. године. До 1984. сви професори Каролинског института су припадали Скупштини; од 1984. чланство је ограничено на 50 професора Каролинског института.
Нобелов комитет при Каролинска институту који има пет чланова обавља главни посао у прикупљању номинација и проверавања номинованих. Њега именује Нобелова скупштина, и он је овлашћен само да препоручује лауреате, док коначна одлука остаје на Нобеловој скупштини.

## Позадина
Нобелова награда за физиологију или медицину први пут је додељена 1901. године. Већи део 20. века о лауреатима су одлучивали сви професори Каролинског института, који се понекад називају и Нобеловом скупштином. Године 1977. Нобелова скупштина је основана као посебна приватна организација. Разлог за стварање посебног формалног тела за одлуке које се тичу Нобелове награде била је чињеница да је Каролинска институт државни универзитет, што опет значи да подлеже разним законима који важе за владине агенције у Шведској и сличним шведским организације јавног сектора, као што је закон о слободи информисања. Премештањем стварног одлучивања на приватно тело Каролинска института (али не и његов део), могуће је пратити прописе за Нобелову награду које је утврдила Нобелова фондација, укључујући чување поверљивости свих докумената и поступака за минимум 50 година. Такође, уклоњена је законска могућност оспоравања одлука нпр. у управним судовима. До 1984. сви професори Каролинског института били су чланови Скупштине, али је 1984. чланство ограничено на 50 професора Каролинске.
Друга два тела која додељују Нобелову награду у Шведској, Краљевска шведска академија наука и Шведска академија, су легално приватне организације (иако уживају краљевско покровитељство) и стога нису морали да направе никакве посебне аранжмане да би могли да прате прописе Нобелове фондације.